# La Mauvaise Graine (film, 1956)
Pour les articles homonymes, voir The Bad Seed et Mauvaise Graine.
Pour plus de détails, voir Fiche technique et Distribution.
La Mauvaise Graine (titre original : The Bad Seed) est un thriller américain réalisé par Mervyn LeRoy et sorti en 1956.

## Synopsis
La petite Rhoda se révèle ne pas être aussi angélique que sa mère l'imagine.

## Fiche technique
- Titre original : The Bad Seed
- Titre français : La Mauvaise Graine
- Réalisation : Mervyn LeRoy
- Scénario : John Lee Mahin, basé sur la pièce de Maxwell Anderson, elle-même basée sur le roman de William March
- Images : Harold Rosson
- Musique : Alex North
- Costumes : Moss Mabry
- Montage : Warren Low
- Production : Mervyn LeRoy
- Pays d'origine : États-Unis
- Format : Noir et blanc (CinemaScope) - 1,37:1
- Genre : Thriller
- Durée : 129 minutes
- Dates de sortie : 12 septembre 1956
- Interdit aux moins de 12 ans
- Affiche : Gilbert Allard (France)

## Distribution
- Nancy Kelly : Christine Penmark
- Patty McCormack : Rhoda Penmark
- Henry Jones : Leroy Jessup
- Eileen Heckart : Hortense Daigle
- Evelyn Varden : Monica Breedlove
- William Hopper : le colonel Kenneth Penmark
- Paul Fix : Richard Bravo
- Jesse White : Emory Wages
- Gage Clarke : Reginald « Reggie » Tasker
- Joan Croydon : Claudia Fern
- Frank Cady : Henry Daigle
- Dayton Lummis (non crédité) : le médecin

## Autour du film
- Ce thriller se révèle assez novateur pour l'époque, car le personnage maléfique est ici une fillette à l'air des plus innocents, aux cheveux blonds ; on peut voir en elle le prototype de Nellie Oleson de La Petite Maison dans la prairie, une petite fille gâtée qui se révèle être l'incarnation même du mal.
- Il s'agit d'un des premiers exemples au cinéma de confusion « stylistique » faite entre le symbole même de l'innocence — l'enfant — et celui du mal, qui sera suivi par de nombreux autres : L'Exorciste (1973), La Malédiction (1976), Le Bon Fils (1993), Esther (2009) ainsi que la série des bébés monstrueux de Larry Cohen (Le monstre est vivant et ses suites).
- Le film est nommé pour quatre Oscars: Oscar de la meilleure actrice pour Nancy Kelly, Oscar de la meilleure actrice dans un second rôle pour Eileen Heckart, Oscar de la meilleure actrice dans un second rôle pour Patty McCormack et Oscar de la meilleure photographie (noir et blanc) pour Harold Rosson.

## Vidéographie
- La Mauvaise Graine, Warner Home Video (Légendes du cinéma. Sélection Mervyn LeRoy), 2006,  (EAN 7-321950-113422).